# Proposición categórica
En lógica, una proposición categórica, o declaración categórica, es una proposición que afirma o niega que todos o algunos de los miembros de una categoría (el término sujeto) están incluidos en otra (el término predicado). El estudio de los argumentos usando afirmaciones categóricas (es decir, silogismos) constituye una rama importante de razonamiento deductivo, que comenzó con los antiguos griegos.
Los antiguos filósofos griegos, como Platon, identificaron cuatro tipos distintos primarios de proposición categórica y le dieron formas estándar (ahora muchas veces denominadas A, E, I y O). Si, de manera abstracta, la categoría de sujeto es nombrada S y la categoría de predicados es nombrada P, las cuatro formas estándares son:
- Todo S es P. (Forma A)
- Ningún S es P. (Forma E)
- Algún S es P. (Forma I)
- Algún S no es P. (Forma O)

Un número sorprendentemente grande de frases puede traducirse en una de estas formas canónicas, conservando la totalidad o la mayor parte del significado original de la frase. Las investigaciones griegas dieron como resultado el llamado cuadrado de oposición, que codifica las relaciones lógicas entre las diferentes formas; por ejemplo, que una sentencia A es contradictoria con una sentencia-O; es decir, por ejemplo, si uno cree que "Todas las manzanas son frutos rojos," uno no puede creer al mismo tiempo que "Algunas manzanas no son frutos rojos." Así, las relaciones de la plaza de la oposición pueden permitir la inferencia inmediata, por lo que la verdad o falsedad de una de las formas pueden seguir directamente de la verdad o falsedad de un comunicado en otra forma.
El entendimiento moderno de proposiciones categóricas (originado con la obra de mediados del siglo XIX de George Boole) requiere que se considere si la categoría de sujeto puede estar vacía. Si es así, se denomina punto de vista hipotético, en oposición al punto de vista existencial que requiere la categoría objeto de tener por lo menos un miembro. El punto de vista existencial es una postura más fuerte que la hipotética y, cuando es apropiado tomar, le permite  deducir más resultados que de otro modo se podría hacer. El punto de vista hipotético, siendo el punto de vista más débil, tiene el efecto de eliminar algunas de las relaciones presentes en el cuadrado de oposición tradicional.
Los argumentos que constan de tres proposiciones categóricas — dos como premisas y uno como conclusión — son conocidos como silogismos categóricos y fueron de suma importancia desde los tiempos de los lógicos de la antigua Grecia pasando por la Edad Media. Aunque los argumentos formales que utilizan silogismos categóricos han llevado a incrementar la potencia expresiva de sistemas lógicos modernos, como el cálculo de predicados de primer orden

## Propiedades de las proposiciones categóricas
Las proposiciones categóricas pueden ser clasificadas en cuatro tipos en función de su "calidad" y "cantidad", o de su "distribución de términos". Estos cuatro tipos a largo han sido nombrados A, E, I y O. Esto se basa en el latín affirmo (Yo afirmo), refiriéndose a las proposiciones afirmativas A y I, y nego (Yo niego), refiriéndose a las proposiciones negativas E y O.

### Cantidad y calidad
Cantidad refiere al monto de miembros de la clase sujeto que son utilizados en la proposición. Si la proposición se refiere a todos los miembros de la clase sujeto, este es universal. Si la proposición no emplea a todos los miembros de la clase sujeto, este es particular. Por ejemplo, un I-proposición ("Algunos S son P") es especial, puesto que solo se refiere a algunos de los miembros de la clase sujeto.
Calidad se refiere a si la proposición afirma o niega la inclusión de un sujeto dentro de la clase del predicado. Las dos cualidades posibles se llaman afirmativa y negativa. Por ejemplo, una proposición A ("Todo S es P") es afirmativa, ya que afirma que el sujeto está contenido dentro del predicado. Por otro lado, una proposición O ("Algunos S no son P") es negativo ya que excluye al sujeto del predicado.
| Nombre | Declaración      | Cantidad   | Calidad    |
| ------ | ---------------- | ---------- | ---------- |
| A      | Todo S es P.     | universal  | afirmativo |
| E      | Ningún S es P.   | universal  | negativo   |
| I      | Algún S es P.    | particular | afirmativo |
| O      | Algún S no es P. | particular | negativo   |

Una consideración importante es la definición de la palabra algún. En lógica, algún se refiere a "uno o más", lo que podría significar "todos". Por lo tanto, la afirmación "Algún S son P" no garantiza que la declaración "Algún S no son P" también sea cierta.

### Distributividad
Los dos términos (sujeto y predicado) en una proposición categórica pueden ser clasificados como distribuido o no distribuidos. Si todos los miembros de la clase del término se ven afectados por la proposición, esa clase es distribuida; de lo contrario, es no distribuida. Por lo tanto, toda proposición tiene una de cuatro posibles distribuciones de términos.
Cada una de las cuatro formas canónicas será examinada por separado, en relación con su distribución de términos. Aunque aquí no se desarrolle, los diagramas de Venn son muchas veces útiles cuando se trata de entender la distribución de términos para las cuatro formas.

#### FormaA
Una proposición A distribuye el sujeto al predicado, pero no a la inversa. Considere la siguiente proposición categórica:"Todos los perros son mamíferos". Todos los perros son ciertamente mamíferos, pero sería falso decir que todos los mamíferos son perros. Dado que todos los perros se incluyen en la clase de los mamíferos, "perros" se dice ser distribuido a "mamíferos". Dado que todos los mamíferos no son necesariamente perros, "mamíferos" es no distribuido de "perros.
Ejemplo:
Todo carro es azul.

#### FormaE
Una proposición E distribuye de forma bidireccional entre el sujeto y el predicado. Desde la proposición categórica "Ningún escarabajo es mamífero", podemos inferir que ningún mamífero es escarabajo. Dado que todos los escarabajos son definidos no siendo mamíferos, y todos los mamíferos se definen no siendo escarabajos, ambas clases son distribuidas. 
Ejemplo:
Ninguna persona es ovípara.

#### FormaI
En una proposición I, ambos términos son no distribuidas. Por ejemplo, "Algunos estadounidenses son conservadores". Ninguno de los términos se puede distribuir enteramente al otro. A partir de esta proposición no es posible decir que todos los estadounidenses son conservadores o que todos los conservadores son estadounidenses.
Ejemplo: Algunos gatos son negros.

#### FormaO
En una proposición O, solo se distribuye el predicado. Considere lo siguiente: "Algunos políticos no son corruptos". Dado que no todos los políticos son definidos por esta regla, el sujeto es no distribuido. Sin embargo, el predicado se distribuye porque todos los miembros de la "gente corrupta" no coincidirán con el grupo de personas definidas como "algunos políticos". Dado que la regla se aplica a todos los miembros del grupo de los corruptos, a saber, "todas las personas corruptas no son algunos políticos", el predicado es distribuido.
La distribución del predicado en una proposición O a veces puede resultar confusa, debido a su ambigüedad. Cuando se dice que una declaración como "Algunos políticos no son corruptos" para distribuir la "gente corrupta" del grupo a "algunos políticos", la información parece de poco valor ya que el grupo "algunos políticos" no está definido. Pero si, como ejemplo, este grupo de "algunos políticos" se define para contener una sola persona, Albert, la relación se vuelve más clara. La declaración sería entonces quiere decir, por cada entrada que aparece en el grupo de gente corrupta, ni uno de ellos será Albert: "todas las personas corruptas no son Albert". Esta es una definición que se aplica a todos los miembros de la "gente corrupta" del grupo, y por lo tanto es distribuido.

#### Resumen
En resumen, para el sujeto a ser distribuido, la declaración debe ser universal (por ejemplo, "todos", "Ningún"). Para el predicado a distribuir, la declaración debe ser negativa (por ejemplo, "no", "Ningún").
| Nombre | Sentencia        | Distribución   | Distribución   |
| Nombre | Sentencia        | Sujeto         | Predicado      |
| ------ | ---------------- | -------------- | -------------- |
| A      | Todo S es P.     | distribuido    | no distribuido |
| E      | Ningún S es P.   | distribuido    | distribuido    |
| I      | Algún S es P.    | no distribuido | no distribuido |
| O      | Algún S no es P. | no distribuido | distribuido    |

#### Crítica
Peter Geach y otros autores han criticado el uso de la distribución para determinar la validez de un argumento.  Se ha sugerido que las declaraciones de la forma «algún “A” no es “B”» serían menos problemáticas si se establecieran como «no todo “A” es “B”», que tal vez es una traducción más cercana a la forma original de Aristóteles para este tipo de declaración.

## Operaciones en declaraciones categóricas
Hay varias operaciones (por ejemplo, conversión, obversión y contraposición) que se pueden realizar en una declaración categórica de cambiarlo a otra. La nueva declaración puede o no ser equivalente a la original. [En las siguientes tablas que ilustran este tipo de operaciones, las filas con declaración equivalente se marcarán con verde, mientras que aquellos con estados no equivalentes se marcarán con rojo.]
Algunas operaciones requieren la noción del complemento de clase. Esto se refiere a todos los elementos bajo consideración que no es un elemento de la clase. Los complementos de clase son muy similares a los complemento de un conjunto. El complemento de clase de un conjunto P se llama "no-P".

### Conversión
La operación más simple es la conversión, donde se intercambian los términos sujeto y predicado.
| Nombre | Declaración   | Conversión    | Conversión per accidens | Conversión por obversión |
| ------ | ------------- | ------------- | ----------------------- | ------------------------ |
| A      | Todo S es P   | Todo P es S   | Algún P es S            | Ningún P es no S         |
| E      | Ningún S es P | Ningún P es S | Algún P es no S         | Todo P es no S           |
| I      | Algún S es P  | Algún P es S  | N/A                     | Algún P no es no S       |
| O      | Algún S es P  | Algún P es S  | N/A                     | Algún P es no S          |

### Obversión
La obversión cambia la calidad (que es la afirmatividad o negatividad) de la declaración y el término predicado. Por ejemplo, una declaración universal afirmativa se convertiría en una declaración negativa universal.
| Nombre | Conversión      | Obversión          |
| ------ | --------------- | ------------------ |
| A      | Todo S es P     | Ningún S es no P   |
| E      | Ningún S es P   | Todo S es no P     |
| I      | Algún S es P    | Algún S no es no P |
| O      | Algún S no es P | Algún S es no P    |

Las declaraciones categóricas son lógicamente equivalentes a su anverso. Como tal, un diagrama de Venn que ilustre una alguna de las formas sería idéntico al diagrama de Venn que ilustra su anverso.

### Contraposición
| Nombre | Declaración     | Contraposición        | Contraposición per accidens | Contraposición obvertida |
| ------ | --------------- | --------------------- | --------------------------- | ------------------------ |
| A      | Todo S es P     | Todo no P es no S     | N/A                         | Ningún no P es no S      |
| E      | Ningún S es P   | Ningún no P es no S.  | Algún no P no es no S.      | Todo no P es S           |
| I      | Algún S es P    | Algún no P es no S    | N/A                         | Algún no P no es S       |
| O      | Algún S no es P | Algún no P no es no S | N/A                         | Algún S no es P.         |